# Cocotropus possi
Cocotropus possi är en fiskart som beskrevs av Imamura och Wataru Shinohara 2008. Cocotropus possi ingår i släktet Cocotropus och familjen Aploactinidae. Inga underarter finns listade i Catalogue of Life.